# The Moon
The Moon was een Belgisch djtrio bestaande uit Daniel Bovie, Patrick Bruyndocx (Sweet Coffee) en Björn Wendelen (DJ Ghost).
In 2000 verscheen de debuutsingle van The Moon, Blow Up The Speakers in de hitlijsten. In de Vlaamse Ultratop 50 behaalde het nummer de elfde plaats. In Nederland stond de single op 38 genoteerd en in Frankrijk op 47. In 2001 had The Moon nog een hit met Sushi. Daarna gingen de drie leden elk hun eigen weg.

## Discografie

### Singles
| Single met eventuele hitnotering(en) in de Nederlandse Top 40 | Datum van verschijnen | Datum van binnenkomst | Hoogste positie | Aantal weken | Opmerkingen |
| ------------------------------------------------------------- | --------------------- | --------------------- | --------------- | ------------ | ----------- |
| Blow Up The Speakers                                          | 2000                  | 13-01-2001            | 38              | 15           |             |

| Single met hitnotering(en) in de Vlaamse Ultratop 50 | Datum van verschijnen | Datum van binnenkomst | Hoogste positie | Aantal weken | Opmerkingen |
| ---------------------------------------------------- | --------------------- | --------------------- | --------------- | ------------ | ----------- |
| Blow Up The Speakers                                 | 2000                  | 25-11-2000            | 11              | 14           |             |
| Sushi                                                | 2001                  | 26-05-2001            | 28              | 5            |             |